# Cyanea sessilifolia
Cyanea sessilifolia là loài thực vật có hoa trong họ Hoa chuông. Loài này được (O.Deg.) Lammers mô tả khoa học đầu tiên năm 1998.